# Thứ Đại Vương
Thứ Đại Vương (71–165), cai trị từ năm 146 – 165, là vị vua thứ 7 của Cao Câu Ly trong thời Tam Quốc Triều Tiên. Tên của ông là Cao Toại Thành.
Theo sách "Tam quốc sử ký", ông là em trai út của Thái Tổ Đại Vương. Ông là 1 người dũng cảm, nhưng lại tàn bạo, độc ác. 
Trong thời kỳ vua Thái Tổ trị vì, Suseong ở trong triều đình, gây dựng thế lực cho mình, có ảnh hưởng không nhỏ đối với chính quyền. Sau khi đã loại trừ những đối thủ của mình tiêu biểu như U Bo và Go Bok-jang, ông ta lần lần nắm vị trí chủ chốt, và âm mưu tiếm ngôi.
Suseong trong khi còn làm quan trong triều luôn củng cố sức mạnh cho mình, dù sau này khi lên ngôi, ông vẫn làm sao cho sức mạnh của mình càng vững chắc và nâng cao. Sau khi vua Thái Tổ mất, ông lên ngôi vua, 3 năm sau, ông giết chết 2 người con trai của Thái Tổ để bảo vệ ngai vàng của mình bằng cách ép chúng tự tử; ông còn bắt giam người em trai của mình là Baekgo (sau này là Tân Đại Vương).
Thời kỳ vua Thứ Đại cai trị, đất nước lâm vào tình trạng hỗn loạn, chính sự rối tung, dân sự náo động. Đó là 1 thời kỳ đen tối của triều đại Cao Cấu Ly. Về sau, vua Thứ Đại bị Myeongnim Dap-bu giết chết. Sau đó, em trai ông được đón lên ngôi, tức là Tân Đại Vương.